# Kyselina pivalová
Kyselina pivalová je karboxylová kyselina se vzorcem CH3C(CH3)2COOH, za standardních podmínek krystalická pevná látka.
Acylová skupina odvozená od této kyseliny se nazývá pivalyl nebo pivaloyl (zkráceně Piv, pro samotnou kyselinu se používá zkratka PivOH).

## Výroba a příprava

### Průmyslová výroba
Kyselina pivalová se vyrábí hydrokarboxylací isobutenu prostřednictvím Kochovy reakce:
(CH3)2C=CH2 + CO + H2O → (CH3)3CCO2H
Jako katalyzátor slouží kyselina, například kyselina fluorovodíková. Místo isobutenu lze také použít terc-butanol nebo isobutanol.
Kyselina pivalová se také získává jako vedlejší produkt při výrobě polosyntetických penicilinů, jako jsou ampicilin a amoxycilin.

### Laboratorní příprava

Reakce terc-butylmagnesiumbromidu s CO_{2} za vzniku pivalátové soli, ze které lze přidáním silnější kyseliny uvolnit kyselinu pivalovou

Kyselina pivalová může být připravena oxidací pinakolonu kyselinou chromovou nebo hydrolýzou pivalonitrilu. Další možnost představuje karbonace Grignardova činidla terc-butylchloridem, při ní vzniká pinakolon, jenž může být, jak je uvedeno výše, následně oxidován.

Pinakolový přesmyk

## Použití
Podobně jako u esterů mnoha dalších karboxylových kyselin jsou estery kyseliny pivalové značně odolné vůči hydrolýze; také se vyznačují tepelnou stálostí, z čehož vyplývají některá jejich využití. Polymery odvozené od pivalátových esterů vinylalkoholu se používají jako složky laků. Pivaloyl (zkráceně Piv nebo Pv) se používá jako chránicí skupina pro alkoholy. Samotná kyselina se někdy používá jako vnitřní standard chemického posunu pro NMR spektra vodných roztoků. Také bývá využívaná jako kokatalyzátor některých funkcionalizací vazeb C-H katalyzovaných palladiem.

### Ochrana alkoholů

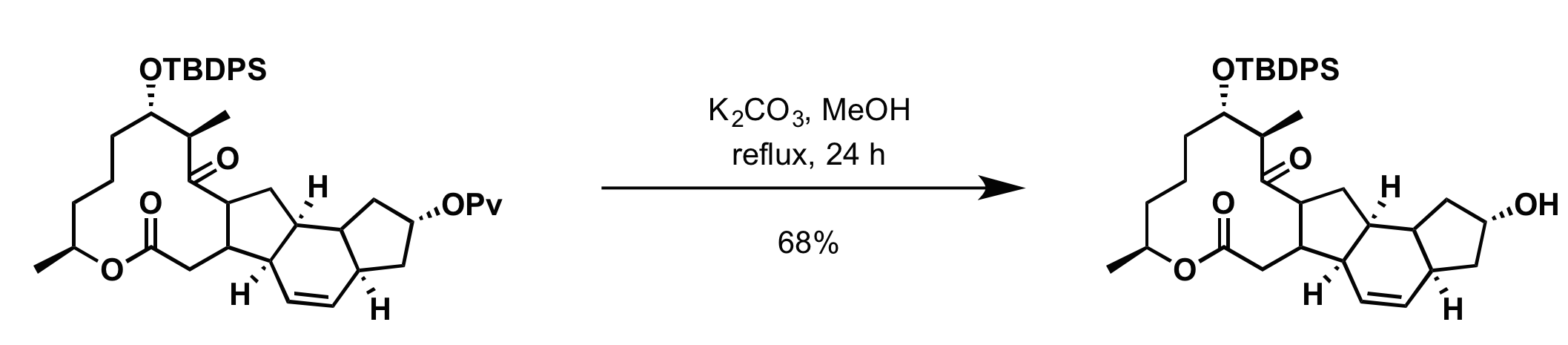

Pivaloylové skupiny se používají jako chránicí skupiny v organické syntéze. Připojují se například reakcí alkoholu s pivaloylchloridem (PvCl) za přítomnosti pyridinu.

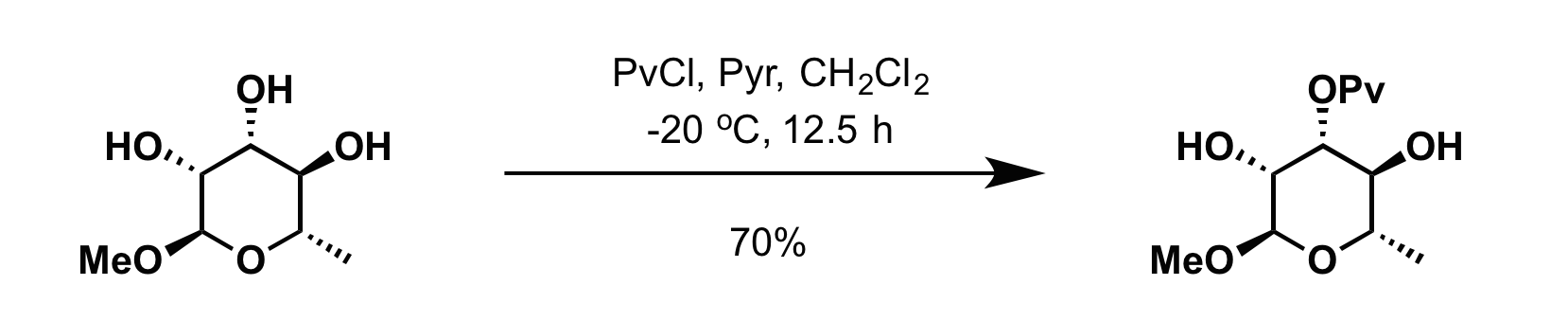

Další možností je příprava esterů z pivaloylanhydridu za přítomnosti triflátu skanditého (Sc(OTf)3) nebo triflátu vanadylu (VO(OTf)2).
K jejich odstranění slouží například hydrolýza pomozí zásad nebo vhodných nukleofilů.